# Brójce (gemeente)
De gemeente Brójce is een landgemeente in het Poolse woiwodschap Łódź, in powiat Łódzki wschodni.
De zetel van de gemeente is in Brójce.
Op 30 juni 2004 telde de gemeente 5301 inwoners.

## Oppervlakte gegevens
In 2002 bedroeg de totale oppervlakte van gemeente Brójce 69,55 km², waarvan:
- agrarisch gebied: 84%
- bossen: 7%

De gemeente beslaat 13,93% van de totale oppervlakte van de powiat.

## Demografie
Stand op 30 juni 2004:
| Omschrijving                   | Totaal | Totaal | Vrouwen | Vrouwen | Mannen | Mannen |
| ------------------------------ | ------ | ------ | ------- | ------- | ------ | ------ |
| eenheid                        | aantal | %      | aantal  | %       | aantal | %      |
| inwoners                       | 5301   | 100    | 2677    | 50,5    | 2624   | 49,5   |
| bevolkingsdichtheid (inw./km²) | 76,2   | 76,2   | 38,5    | 38,5    | 37,7   | 37,7   |

In 2002 bedroeg het gemiddelde inkomen per inwoner 1499,53 zł.

## Plaatsen
Brójce, Budy Wandalińskie, Bukowiec, Giemzów, Giemzówek, Karpin, Kotliny, Kurowice, Leśne Odpadki, Pałczew, Posada, Przypusta, Stefanów, Wardzyn, Wola Rakowa, Wygoda.

## Aangrenzende gemeenten
Andrespol, Czarnocin, Koluszki, Łódź, Rokiciny, Rzgów, Tuszyn